# Башинський Еспер Іванович
Еспер Іванович Башинський (17 грудня 1878, с. Ключевське Камчатської області — після 1939, Франція) — генерал-хорунжий Армії УНР.

## Життєпис

В часі служби в РІА

### Служба в РІА
Походив з родини дворянина Харківської губернії. Закінчив Петровський Полтавський кадетський корпус, Михайлівське артилерійське училище за 1-м розрядом (1897), вийшов підпоручиком до 31-ї артилерійської бригади (Білгород). У складі цієї бригади брав участь у Російсько-японській війні — у битвах при Мукдені та Ляояні. За бойові заслуги був нагороджений всіма орденами до Святої Анни II ступеня з мечами та званням штабс-капітана. З 13 травня 1913 р. — капітан, старший офіцер 1-ї батареї 31-ї артилерійської бригади. З 21 жовтня 1914 р. — командир 3-ї батареї 31-ї артилерійської бригади. З 25 березня 1915 р. — командир 5-го важкого артилерійського дивізіону. 12 серпня 1915 р. дістав поранення в голову. 9 лютого 1916 р. був важко контужений, але залишився у складі дивізіону. 21 листопада 1916 р. дістав звання полковника. 11 січня 1917 р. був отруєний газами у боях під Ригою, але знову залишився у складі дивізіону. З 18 березня 1917 р. — командир 2-го окремого Сибірського артилерійського дивізіону. 16 жовтня 1917 р. звільнився у 5-тижневу відпустку, на фронт під Ригою більше не повертався.
За Першу світову війну нагороджений Георгіївською зброєю (24 березня 1916), всіма орденами до Святого Володимира III ступеня з мечами та биндою (8 квітня 1917).

### Служба в Армії УНР
21 листопада 1917 р. за власним бажанням вступив до українізованих військ російської армії — очолив 2-й дивізіон 31-ї Української артилерійської бригади.
З 1 березня 1918 р. — командир 2-го дивізіону 1-ї гарматної бригади військ Центральної Ради на Київщині.
З 10 серпня 1918 р. — командир 40-го гарматного полку Армії Української Держави.
З 17 грудня 1918 р. — начальник 14-ї гарматної бригади.
З 28 лютого 1919 р. — начальник 18-ї гарматної бригади Дієвої армії УНР.
З 28 травня 1919 р. — начальник 1-ї гарматної Північної бригади Дієвої армії УНР.
З 17 листопада 1919 р. — начальник Збірної гарматної бригади Волинської групи Дієвої армії УНР, на чолі якої брав участь у Першому Зимовому поході.
З 3 липня 1920 р. — начальник 2-ї гарматної бригади 2-ї Волинської стрілецької дивізії Армії УНР. 3 25 червня 1921 р. — за сумісництвом другий помічник начальника 2-ї Волинської дивізії Армії УНР.
З 1 листопада 1921 р. — генерал-хорунжий Армії УНР.
З 1923 р. жив на еміграції у Каліші (Польща), згодом у Парижі. Подальша доля невідома. Похований на цвинтарі містечка Одюн-ле-Тіш в Лотарингії (Франція).